# Cyrnellus misionensis
Cyrnellus misionensis är en nattsländeart som beskrevs av Oliver S. Flint Jr. 1983. Cyrnellus misionensis ingår i släktet Cyrnellus och familjen fångstnätnattsländor. Inga underarter finns listade i Catalogue of Life.